# یاراکوی
یاراکوی (به اسپانیایی: Yaracuy) یکی از ایالت‌های ونزوئلا است که مرکز آن شهر سن فلیپه می‌باشد. یاراکوی ۶۰۰٬۸۵۲ نفر جمعیت دارد.